# Scott Franklin (rugby à XV)
Pour les articles homonymes, voir Scott Franklin.
Pas d'image ? Cliquez ici

a Compétitions nationales et continentales officielles uniquement.

b Matchs officiels uniquement.
Dernière mise à jour le 17 octobre 2011.
Scott Franklin, né le 23 octobre 1980 à Regina (Saskatchewan - Canada), est un joueur de rugby à XV, qui joue avec l'équipe du Canada, évoluant au poste de pilier (1,88 m pour 111 kg).

## Carrière

### En club
- -2007 : Castaway Wanderers  Canada
- 2007-2008 : CA Brive  France
- Cornish Pirates  Angleterre

## Palmarès
(Au 17.10.11)
- 12 sélections avec l'équipe du Canada
- 0 point
- Nombre de sélections par année : 3 en 2007, 2 en 2008, 1 en 2009, 6 en 2011

En coupe du monde :
- 2007 : 1 sélection (Japon)
- 2011 : 4 sélections (Tonga, France, Japon, Nouvelle-Zélande)